# Glossa
Una glossa (del grec koiné γλώσσα glossa, que significa 'llengua' -- l'òrgan -- com també 'llenguatge') és una nota escrita als marges o entre les línies d'un llibre, en la qual s'explica el significat del text en el seu idioma original, de vegades en un altre idioma. Per tant, les glosses poden variar en la seva complexitat i elaboració, des de simples notes al marge d'algunes paraules que un lector pot trobar fosques o difícils, fins a traduccions completes del text original i referències a paràgrafs similars.
Un conjunt de glosses és un glossari (si bé glossari també significa una col·lecció de termes especialitzats i els seus significats). Una col·lecció de glosses legals medievals, preparada pels anomenats glossadors, amb comentaris de textos legals, és anomenada apparatus. La compilació de glosses en glossaris va ser el començament de la lexicografia, i aquests glossaris van ser els primers diccionaris.

## En teologia i dret

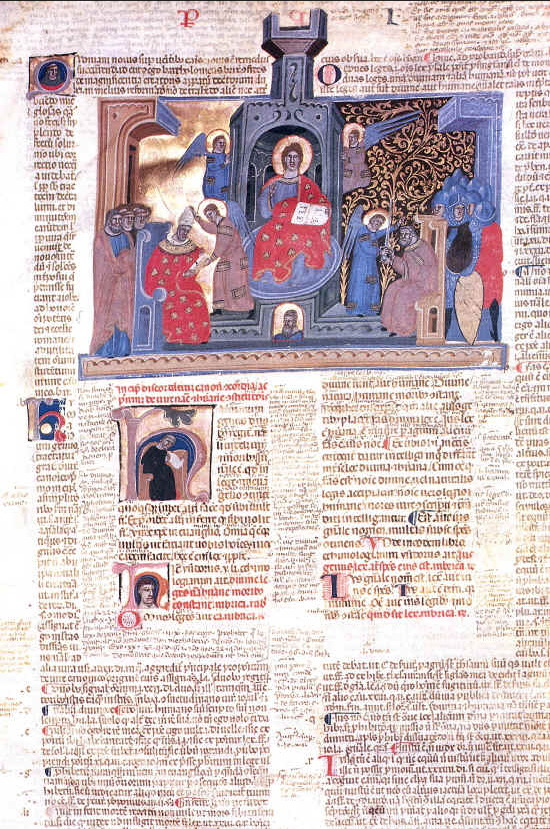
Glosses escrites als marges a l'obra de Dret canònic del Decret Concordia discordantium canonum del monjo jurista Gracià.

La glossa va ser un format molt utilitzat en teologia bíblica medieval, i van ser estudiades i memoritzades pràcticament pels seus propis mèrits, sense importar-ne l'autor. Moltes vegades un passatge bíblic era fortament associat amb una glossa en particular, la veritat de la qual nombrosos teòlegs donaven com un fet. Aquest fenomen també es va donar en l'àmbit de les lleis medievals: les glosses sobre Dret romà i Dret canònic es van convertir en punts de referència rellevants, els anomenats sedes materiae (literalment: suport de la matèria o del tema).

## En filologia

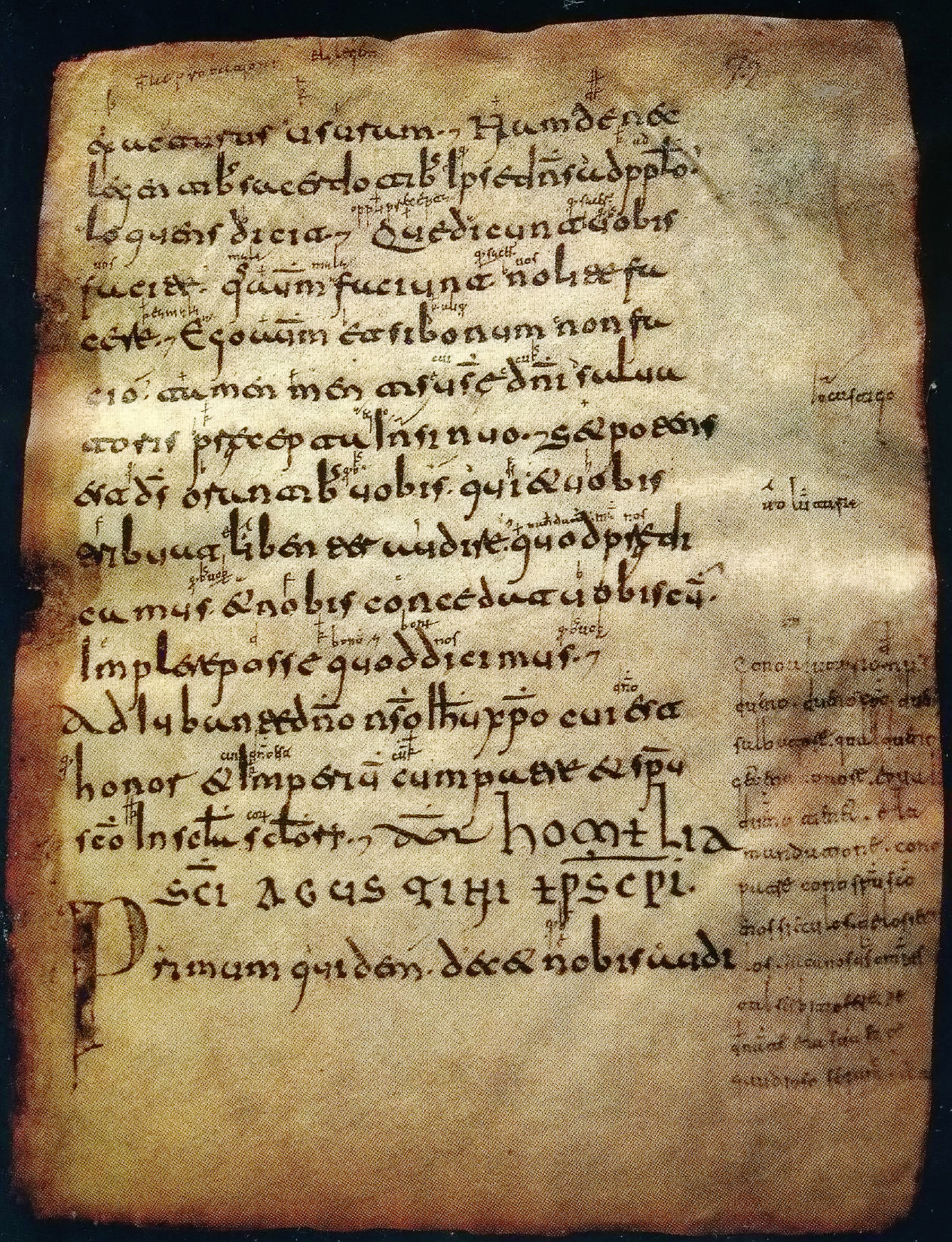
Pàgina del Codex Emilianensis que inclou glosses a frases obsoletes en llatí.

Les glosses tenen certa importància en filologia, especialment si es compta amb poc material escrit en el llenguatge de l'autor de la glossa. Per exemple les Glosses Reichenau  glossen la Bíblia llatina Vulgata amb una forma primitiva d'un del romanç i, per tant, permet obtenir informació sobre el Llatí vulgar en una època en què no se solia escriure en aquesta llengua. Una sèrie de glosses en anglès antic de Bíblies en llatí ens proveeix d'una traducció de textos bíblics en aquesta llengua. Glosses de textos religiosos cristians també contribueixen a l'estudi de l'irlandès antic. Sovint les glosses informen sobre el vocabulari d'idiomes que d'una altra manera serien desconeguts; encara que són menys fiables quant a sintaxi, ja que moltes vegades les glosses segueixen l'ordre de les paraules en el text original, i tradueixen les seves expressions idiomàtiques de forma literal.
En lingüística, generalment una glossa simple en un text és indicada amb simples cometes, a continuació de la transcripció d'una paraula estrangera. Per exemple: 
- Un tipus de pot cosac és anomenat chaika 'gavina'.
- En anglès l'ant, "moose" deu el seu nom a la llengua algonquina mus o mooz (‘menjador de brots').

Una transcripció més llarga o complexa requereix una glossa entrelínies. Sovint és col·locada entre el cos del text i la seva traducció quan és important comprendre l'estructura del llenguatge que es glossa. S'acostuma a alinear les paraules i glossar cada morfema en forma separada. Els termes gramaticals en general s'abreugen i s'escriuen en MAJÚSCULES PETITES per diferenciar-los de les traduccions. És possible realitzar diversos tipus d'anàlisis.

## En sociologia
Talcott Parsons va utilitzar la paraula "glossa" per a descriure el procés mitjançant el qual la ment construeix la realitat. Uns altres que adhereixen a una realitat consensuada ens ensenyen com "entendre i comprendre el món" — alguna cosa que nombroses disciplines, (per exemple el Zen) tracten d'evitar. Certs estudis han demostrat que la nostra ment "filtra" la informació proveïda pels sentits. Aquest "filtrat" es produeix en gran manera en forma inconscient, i és determinat per la biologia, la cultura incloent el llenguatge, les experiències personals, el nostre sistema de creences, etcètera. Per això diferents cultures creen diferents glosses.

## En música
En la terminologia musical, una glossa és un comentari o explicació sobre l'execució de determinats passatges d'una obra, generalment instrumental.
És un terme característic de la música espanyola i portuguesa del segle xvi, i indicava dos aspectes diferenciats: l'aplicació d'ornaments musicals en determinats intervals, a més de mostrar un petit exemple perquè l'intèrpret tingués una base sobre la qual realitzar l'harmonia i melodia; i l'execució de cadències o variacions, desenvolupant un tema.
Les glosses assenyalaven una extensió de la melodia original i poden considerar-se com les precursores de la forma musical coneguda com a variació. Es conserven nombrosos exemples, com poden ser les contingudes en publicacions de Luis Venegas de Henestrosa, d'Antonio de Cabezón i, especialment, en el Tratado de glosas (1553), de Diego Ortiz.

### Texts amb glosses
- Guillaume de Conches: É. Jeaunea, Guillaumea de Conchas. Glosae super Platonem [déb. XII° s.]. Texte critique avec introduction, notes et tables (1965), Vrin, coll. «Vain Reprise», 2001, 362 p.

### Estudis sobre les glosses
- Demarcq, Jacques. «L'espace de la page, entre vide et plein». L'aventure des écritures : la page, sous la dir. de Anne Zali, (1999) : 65-103. Paris : BNF.
- Meinolf Schumacher: "…der kann den texst und och die gloß. Zum Wortgebrauch von 'Text' und 'Glosse' in deutschen Dichtungen des Spätmittelalters." In 'Textus' im Mittelalter. Komponenten und Situationen des Wortgebrauchs im schriftsemantischen Feld, edited by Ludolf Kuchenbuch and Uta Kleine, 207-27, Göttingen: Vandenhoeck & Ruprecht, 2006.